# Ородара
Ородара (фр. Orodara) — город в Буркина-Фасо, административный центр провинции Кенедугу в области Верхние Бассейны.

## Основные сведения
Ородара — столица провинции Кенедугу. Также город является традиционной «столицей» этнической группы семе (сиаму), населяющей окрестные земли. Наиболее распространенные фамилии сиаму: Барро, Диарра, Траоре, Сану. Это небольшая этническая группа — ок. 5000 чел. Население города составляет ок. 20000 человек.
Через город проходит 8 Национальная автомагистраль Буркина Фасо. В Ородара располагаются районная больница, кинотеатр, почта, здание муниципалитета, автобусная станция, большой рынок и две бензоколонки.

## Климат
| Показатель              | Янв.  | Фев.  | Март  | Апр.  | Май   | Июнь  | Июль  | Авг.  | Сен.  | Окт.  | Нояб. | Дек.  | Год   |
| ----------------------- | ----- | ----- | ----- | ----- | ----- | ----- | ----- | ----- | ----- | ----- | ----- | ----- | ----- |
| Средняя температура, °C | 26,03 | 28,11 | 30,15 | 29,94 | 27,99 | 25,98 | 24,73 | 24,50 | 25,30 | 26,78 | 27,93 | 26,45 | 26,99 |
| Норма осадков, мм       | 2     | 4     | 23    | 52    | 99    | 140   | 218   | 303   | 206   | 80    | 2     | 3     | 1132  |
| Источник:               |       |       |       |       |       |       |       |       |       |       |       |       |       |

## Языки

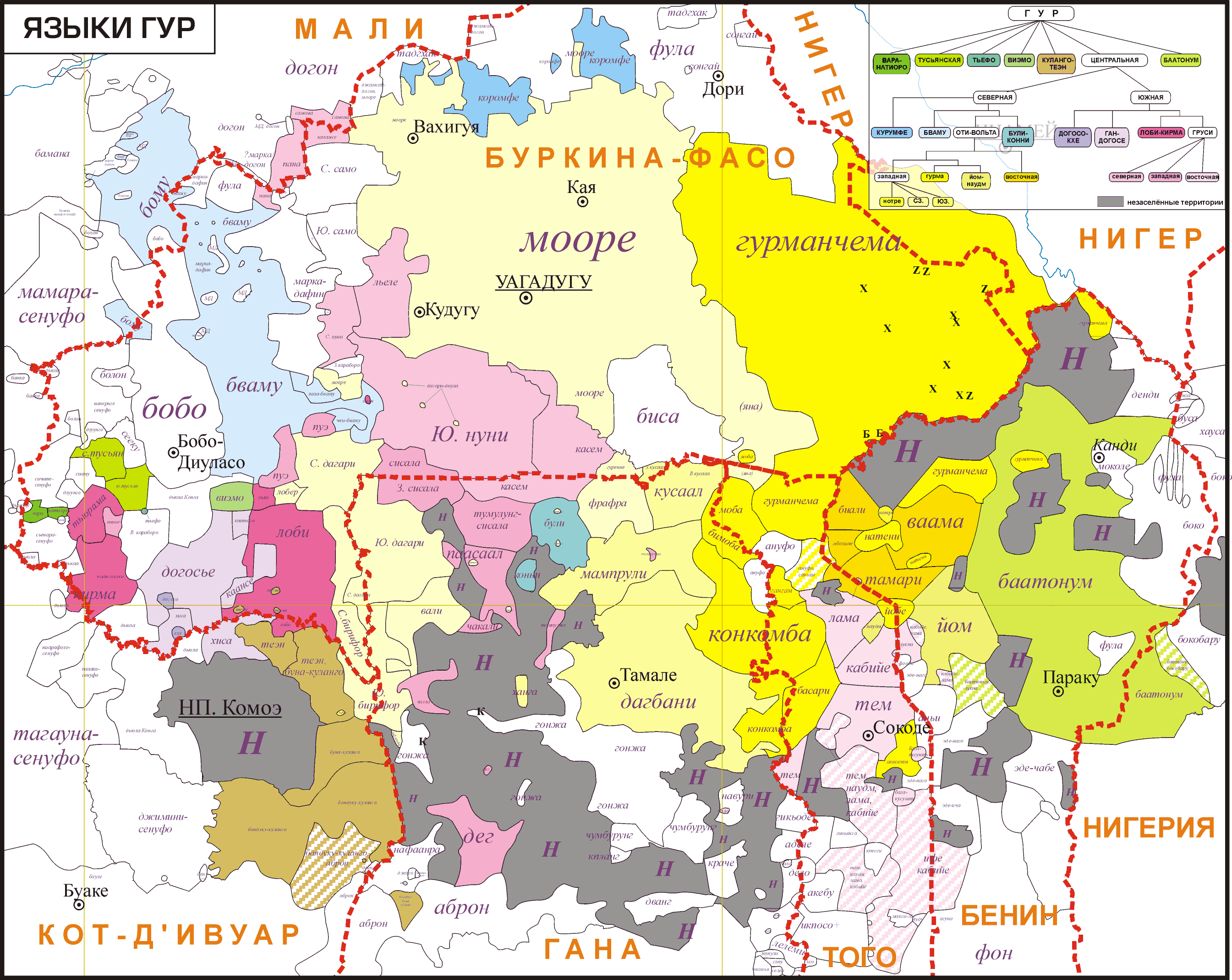

В городе и окрестностях в ходу множество языков и наречий, в большинстве относящихся к группе гур саваннской языковой семьи нигеро-конголезских языков: французский, дьюла, мооре, сиаму, тусьян, сенуфо, турка.

## Экономика
Экономика региона и самого города Ородара основана на сельском хозяйстве. Основные агрикультуры: хлопчатник, манго, пшеница, арахис и бобовые. Овощи и фрукты также выращиваются в основном для последующей продажи на рынке.